# Johann Füchting

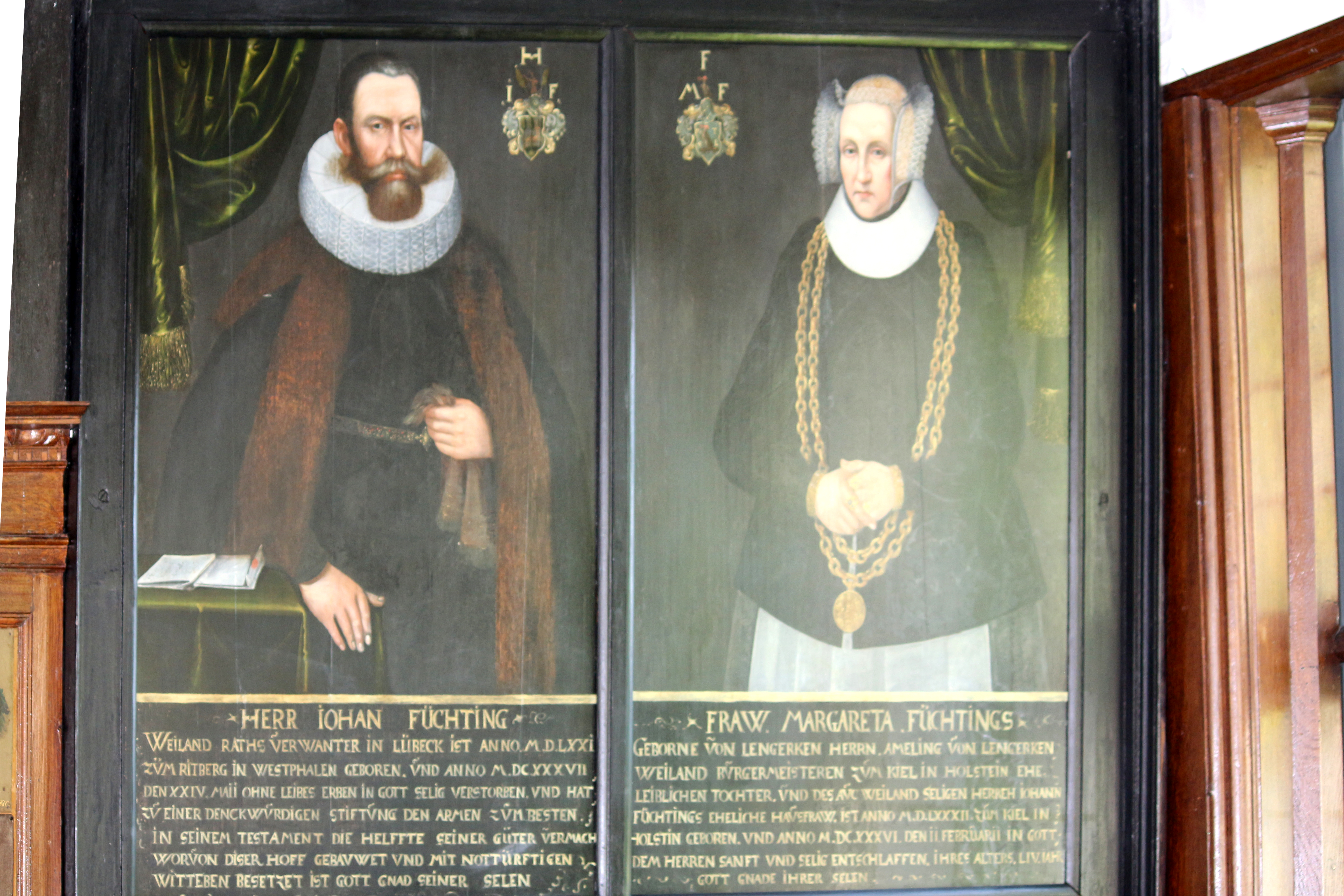
Johann und Margareta Füchting

Johann Füchting (* 16. Juni 1571 in Rietberg; † 24. Mai 1637 in Lübeck) war ein Lübecker Kaufmann, Ratsherr und Mäzen.

## Leben
Wie viele bedeutende Lübecker Patrizier wanderte Füchting 1587 noch in jungen Jahren aus dem Westfälischen zu und machte sich nach seiner kaufmännischen Ausbildung in Lübeck zunächst in Visby auf Gotland selbstständig. 1604 kehrte er nach Lübeck zurück und wurde Bürger der Hansestadt. Er heiratete Margareta von Lengerke, die Tochter des Kieler Bürgermeisters Amelink von Lengerke. Die Ehe blieb kinderlos. Er war Mitglied der Schonenfahrer-Kompanie und seine Schifffahrts- wie Handelsaktivitäten erstreckten sich auf den Ostseeraum und nach England und Spanien. 1628 wurde er in den Rat der Stadt erwählt.

## Testament und Stiftung
Auf seinen Tod verfügte er ob der Kinderlosigkeit, dass die Hälfte seines Vermögens in eine Stiftung zum Nutzen der Armen eingebracht werde. Die Testamentsvollstrecker errichteten aus einem Teil des sehr erheblichen Stiftungsvermögens den Füchtingshof, einen Stiftshof als Wohnstift in der Lübecker Altstadt, der heute noch von der Stiftung Johann Füchting Testament verwaltet wird. Die private Stiftung hat damit als eine von wenigen in Lübeck die Sozialkatastrophen des 19. Jahrhunderts (Franzosenzeit samt Nachwirkungen) und des 20. Jahrhunderts (Geldentwertungen durch Inflation und Währungsreform) eigenständig überdauert.

### Füchtingshof
Der Füchtingshof ist einer der herausragenden Lübecker Gänge und Höfe in der Glockengießerstraße unterhalb der Katharinenkirche. Er wurde 1639 seiner Bestimmung übergeben und umfasst als Wohnhof 20 Wohnungen für Witwen von Schiffern und Kaufleuten. Die frühbarocke Wohnanlage steht unter Denkmalschutz und ist Bestandteil des Lübecker Weltkulturerbes. An der Glockengießerstraße befindet sich an der Fassade um den Hofeingang ein für Lübecker Verhältnisse außergewöhnlich repräsentatives Sandsteinportal am Eingang zum dahinterliegenden Stiftungshof. Die Stiftungsinschrift über dem Portal wurde von dem Rechenmeister Arnold Möller kalligraphisch gestaltet.
Der Füchtingshof diente Friedrich Wilhelm Murnau für seinen Film Nosferatu – Eine Symphonie des Grauens bei seinen Lübecker Außenaufnahmen in zwei Szenen als Kulisse.

Portal des Füchtingshofs
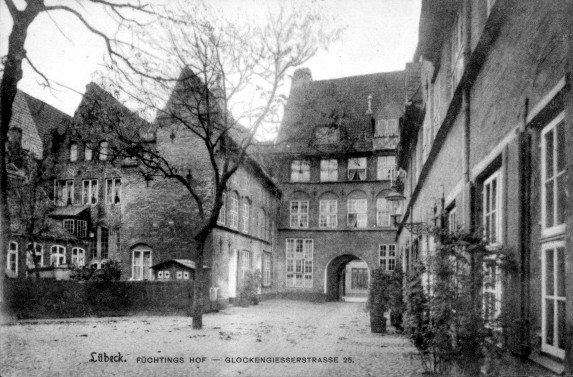
Füchtingshof 1910
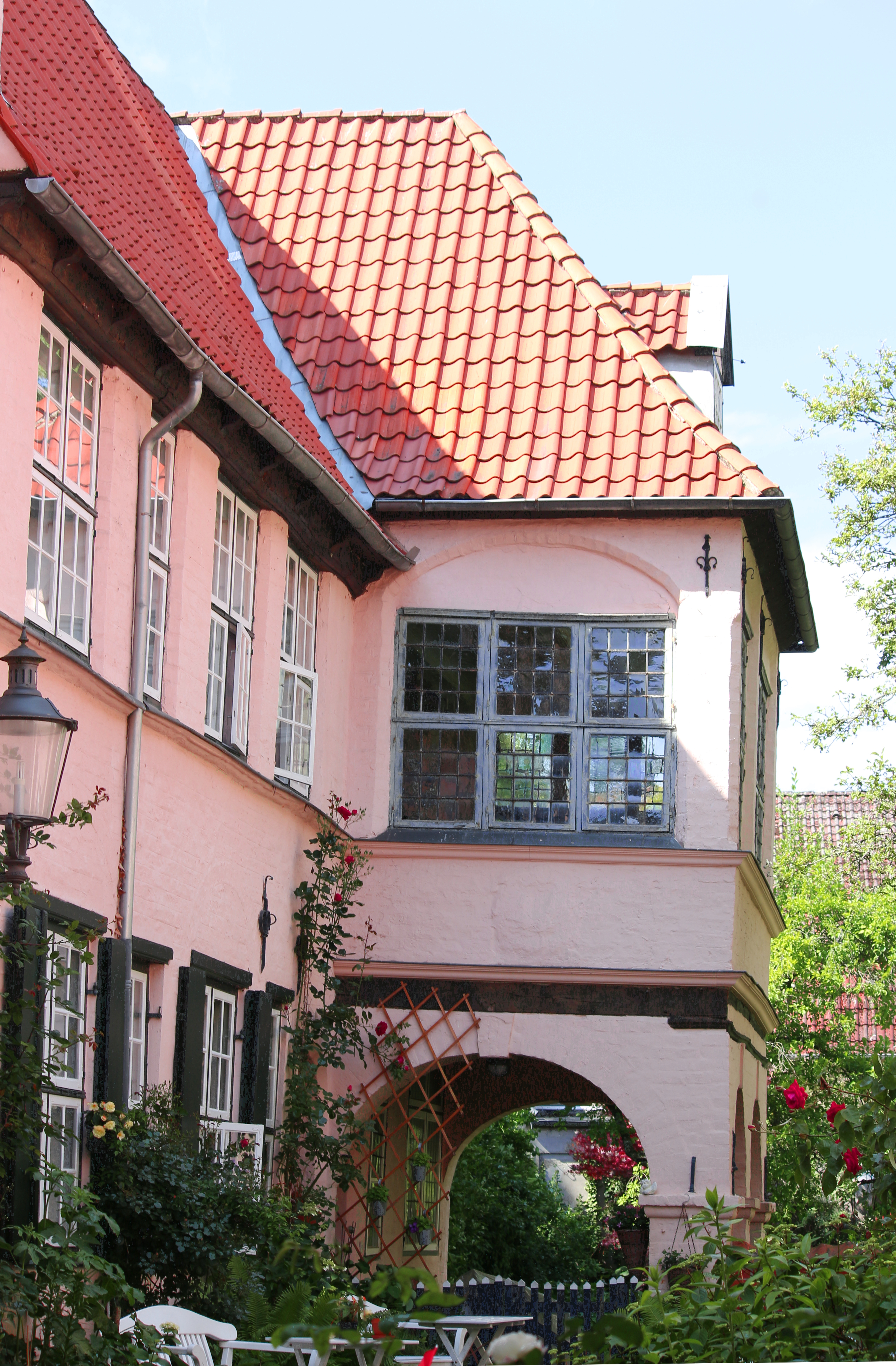
Vorsteherzimmer des Füchtingshofs
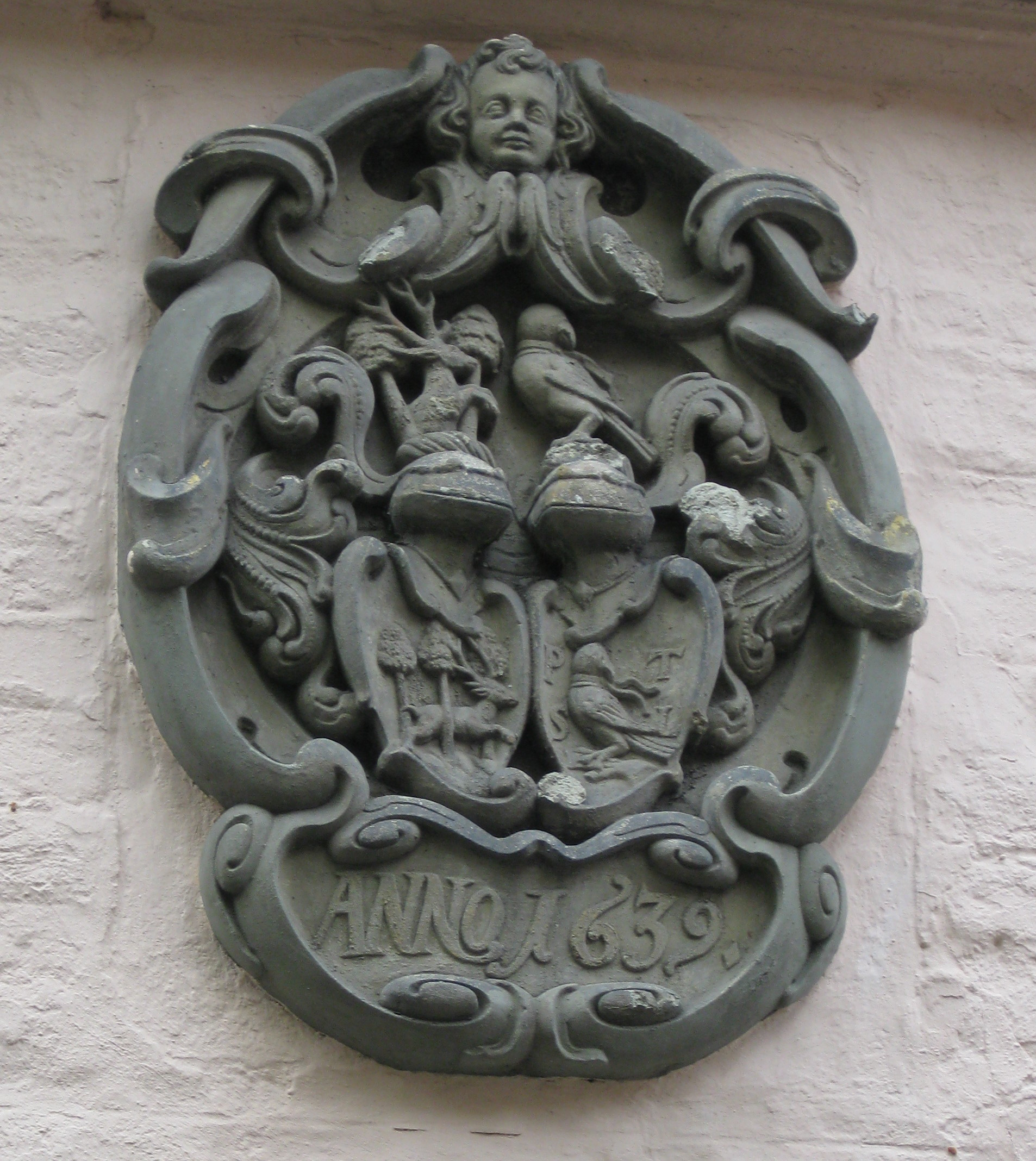
Wappen der Eheleute Füchting

## Epitaph

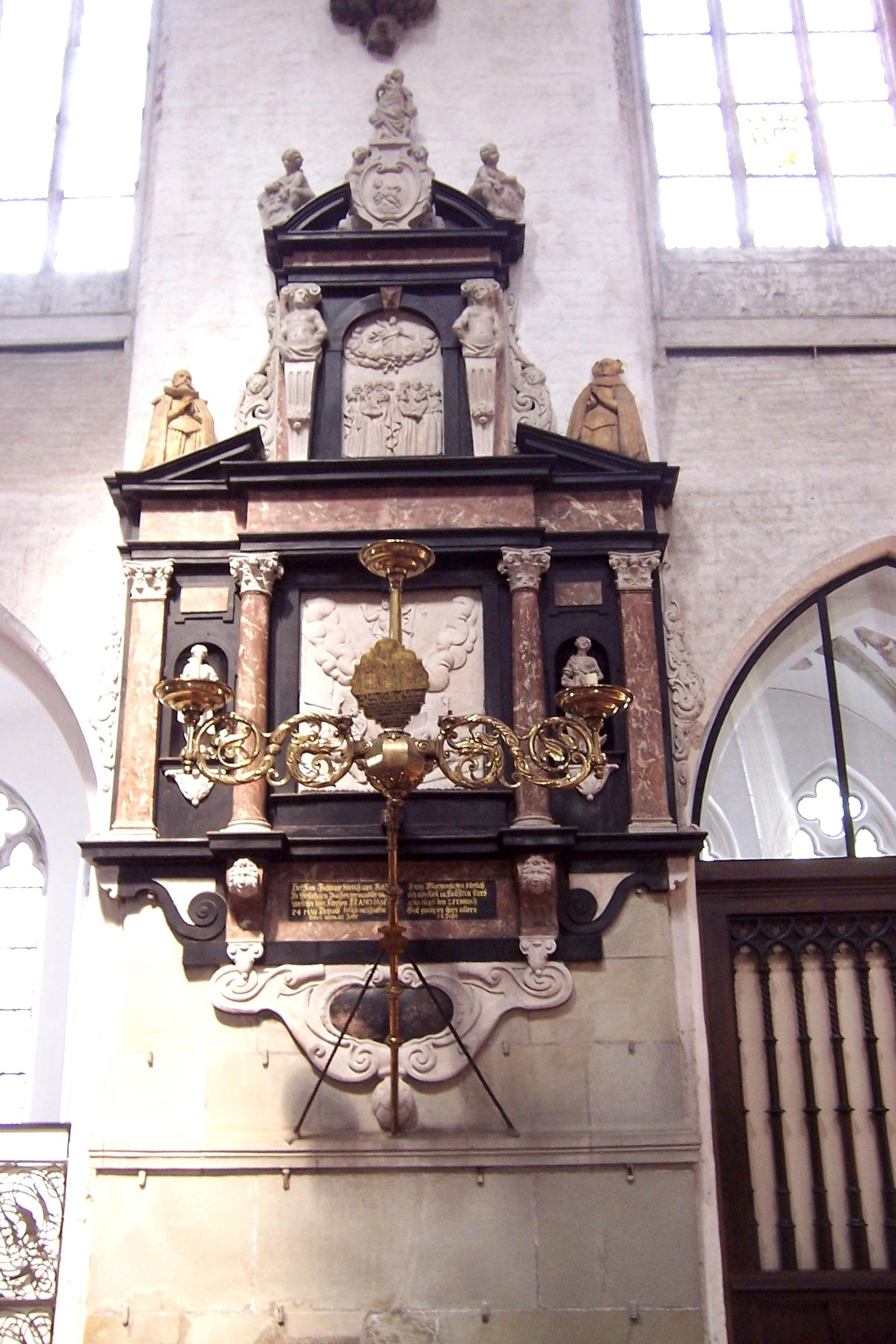
Füchting-Epitaph in St. Marien

Zu seinen Lebzeiten ließ Füchting in den Niederlanden von Aris Claeszon ein steinernes Epitaph für die Marienkirche fertigen. Das Monument im nördlichen Seitenschiff gehört zu den wenigen, die den Brand von 1942, wenn auch beschädigt, überdauert haben. Es gehört heute zu den wesentlichen Ausstattungsstücken dieser Kirche und verschafft mit anderen eine Idee vom Gesamteindruck dieser Kirche vor den massiven Kriegseinwirkungen.

## Erinnerung
Porträts des Johann Füchting und seiner Frau von unbekannter Hand hängen im reich ausgestatteten Stifterzimmer des Füchtingshofes, das von den Vorstehern der Stiftung genutzt wird. Auf dem Epitaph in der Marienkirche finden sich Skulpturen der beiden als Stifterfiguren.